# Bomolocha atomaria
Bomolocha atomaria là một loài bướm đêm trong họ Noctuidae.